# Arichanna himalayensis
Arichanna himalayensis là một loài bướm đêm trong họ Geometridae.